# ラヴ・シック
「ラヴ・シック」（Love Sick）は、ボブ・ディランが作詞・作曲・歌唱し、アルバム『タイム・アウト・オブ・マインド』（1997年）に収録した楽曲。アルバムは1998年グラミー賞最優秀アルバム賞を受賞し、授賞式で演奏された「ラヴ・シック」はシングルやEPとしてリリースされた。全英シングル・チャートで64位を記録した。
同曲は、婦人服を扱うヴィクトリアズ・シークレット社のキャンペーンに使用され、テレビCMにはディラン本人も登場した。またディランの楽曲を集めた特典EPも制作された。

## 収録CD
2-track CD (COL 665997 1)
1. Love Sick – 5:29
1998年2月25日、グラミー賞、ライブ
2. Cold Irons Bound – 6:50
1997年12月16日ロサンジェルス、El Rey Theatre、ライブ

4-track CD
曲目が異なる2種類が存在する。日本盤はその2枚を一つにまとめたものである。
(COL 665997 2)
1. Love Sick – 5:29
1998年2月25日、グラミー賞、ライブ - 演奏中に"Soy Bomb"というボディ・ペインティングをした男が乱入し、ディランの横で奇妙なダンスを約30秒間踊り続け、係員に取り押さえられるというハプニングがあったが、ディランは全く動じることなく演奏を続けた。
2. Cold Irons Bound – 6:50
1997年12月16日ロサンジェルス、El Rey Theatre、ライブ
3. Cocaine Blues – 5:43
1997年12月16日ロサンジェルス、El Rey Theatre、ライブ
4. Born in Time – 5:19
1998年2月1日ニュー・ジャージー、Center for the Performing Arts、ライブ

(COL 665997 5)
1. Love Sick – 5:22
2. Can't Wait – 6:04
1997年12月20日ロサンジェルス、El Rey Theatre、ライブ
3. Roving Gambler – 3:53
1997年12月17日ロサンジェルス、El Rey Theatre、ライブ
4. Blind Willie McTell – 7:00
1998年8月17日ワシントン、Jones Beach Music Theater、ライブ

LOVE SICK～DYLAN ALIVE! Vol. 1（1999年1月20日、SME、SRCS-8760･8761）日本盤ミニ・アルバム
Disc 1
1. ラヴ・シック - Love Sick – 5:22
2. キャント・ウェイト - Can't Wait – 6:04
1997年12月20日ロサンジェルス、El Rey Theatre、ライブ
3. Roving Gambler – 3:53
1997年12月17日ロサンジェルス、El Rey Theatre、ライブ
4. Blind Willie McTell – 7:00
1998年8月17日ワシントン、Jones Beach Music Theater、ライブ

Disc 2
1. ラヴ･シック - Love Sick – 5:29
1998年2月25日、グラミー賞、ライブ
2. コールド・アイアンズ・バウンド - Cold Irons Bound – 6:50
1997年12月16日ロサンジェルス、El Rey Theatre、ライブ
3. Cocaine Blues – 5:43
1997年12月16日ロサンジェルス、El Rey Theatre、ライブ
4. Born in Time – 5:19
1998年2月1日ニュー・ジャージー、Center for the Performing Arts、ライブ

ヴィクトリアズ・シークレット 特典EP
1. She Belongs to Me – 2:46
2. Don't Think Twice, It's All Right – 3:38
3. To Ramona – 3:51
4. Boots of Spanish Leather – 4:37
5. It's All Over Now, Baby Blue – 4:13
6. Love Sick (Remix) – 5:24
7. Make You Feel My Love – 3:31
8. Things Have Changed – 5:08
9. Sugar Baby – 6:41

収録アルバム
- タイム・アウト・オブ・マインド（1997年）